# Molekylärbiologi
Molekylärbiologi är en disciplin inom biologin som söker svar på frågorna om hur biologin fungerar på molekylär nivå. Fältet överlappar andra områden inom biologi och kemi, särskilt genetik och biokemi. Molekylärbiologin sysslar huvudsakligen med hur olika molekyler och system inuti cellen interagerar, och särskilt med flödet av genetisk information från DNA
via RNA till proteinsyntes, samt hur dessa processer regleras. Molekylärbiologin intresserar sig mycket för de biologiska molekylernas form, men sysslar också med hur de blir till och med deras funktion.
Molekylärbiologin blev en etablerad vetenskapsgren under 1930-talet. Termen molekylärbiologi myntades dock först 1938 av Warren Weaver, som var chef för stiftelsen Rockefeller Foundation i New York. Han antog att biologin stod inför en period av stora förändringar, till följd av tekniska framsteg såsom röntgenkristallografi och de möjligheter som detta medförde. Därför såg han till att avsevärda penningsummor tillfördes det biologiska fältet.

## Molekylärbiologins relation till besläktade vetenskaper

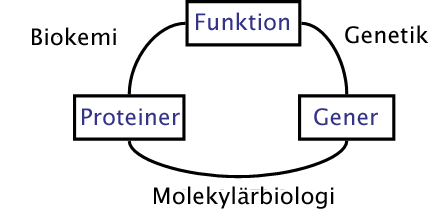
Schematisk skiss över förhållandet mellan biokemi, genetik och molekylärbiologi.

Forskare inom molekylärbiologi använder metoder och tekniker som ursprungligen hör hemma inom molekylärbiologin, men dessa kombineras i allt större utsträckning med tekniker och idéer från genetik, biokemi och biofysik. De tydliga gränser som en gång fanns mellan dessa områden har suddats ut. Figuren till höger vill visa ett sätt att se de olika disciplinernas relation till varandra.
- Biokemin studerar de kemiska substanser och viktiga processer som sker i levande organismer.
- Genetiken studerar vilken effekt genetiska skillnader har på organismen. Ofta kan man dra slutsatser om detta genom att jämföra individer som saknar en viss gen med individer vars motsvarande gen är fullt funktionell. Ofta studerar man muterade individer som saknar en eller flera viktiga gener jämfört med den så kallade vildtypen, den normala fenotypen. Detta kan göras i bakterier såväl som i möss. De enkla slutsatserna av dessa studier störs dock ofta av att olika gener kan reglera uttrycket av en annan gen, och av att många gener har olika funktioner under fosterstadiet och hos den vuxna individen.
- Molekylärbiologin studerar den molekylära basen för överföring av genetisk information. Molekylärbiologin studerar främst replikationen, då kromosomer kopieras vid celldelning, transkriptionen då informationen i DNA översätts till RNA, och translationen då den genetiska informationen når sitt slutresultat i form av tillverkning av protein. Centrala dogmen säger att flödet av genetisk information går från DNA via RNA till protein. Denna bild har visat sig förenklad, inte minst genom upptäckten av retrovirus, men även genom upptäckten av flera funktioner hos RNA. Även om dogmen inte är heltäckande förblir den ändå basen och inkörsporten till fältet.

En stor del av det molekylärbiologiska arbetet är kvantitativt - man vill inte bara veta om något finns eller inte, utan även hur mycket. Under 2000-talets första år har mycket hänt vad gäller användandet av datorer inom bioinformatiken, att dra slutsatser av genetiska data samlade i gigantiska databaser. Molekylär genetik har klivit fram som det viktigaste fältet inom molekylärbiologin.
Fler och flera fält inom biologins studerar även den molekylära nivån. Inom cellbiologin och utvecklingsbiologin studerar man molekylära interaktioner i sig. Inom populationsgenetik, där man studerar genetiken i större populationer och inom fylogenetiken, som studerar hur olika arter är släkt med varandra, studeras biomolekylerna indirekt då de molekylärbiologiska metoderna används för att dra slutsatser. Även inom biofysiken finns en lång tradition av att studera biomolekylernas basala egenskaper.

## Väsentliga molekylärbiologiska tekniker

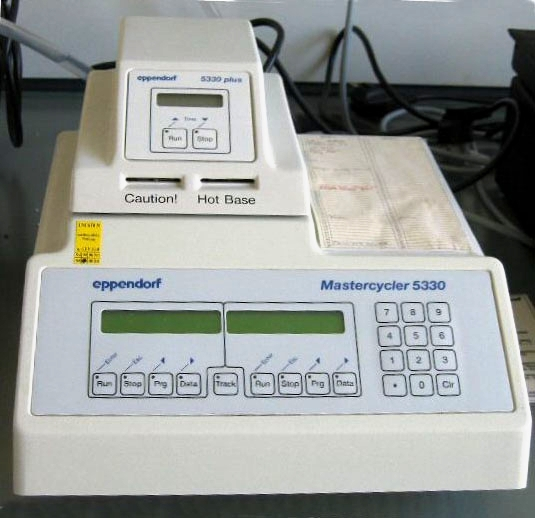
En PCR-maskin. Enkelt uttryckt består denna av ett programmerbart värmeblock, som ändrar temperatur i en cykel om tre steg och sedan upprepar denna så många gånger man önskar.

Sedan 1950-talet och tidigt 1960-tal har molekylärbiologerna lärt sig att karaktärisera (identifiera och beskriva), isolera (renframställa) och manipular cellernas och organismernas molekylära beståndsdelar. Hit hör DNA, den form som den genetiska informationen lagras i, RNA, en besläktad molekyl vars funktioner sträcker sig från att utgöra en arbetskopia av DNA till att fungera som enzym och att utgöra en viktig del av translationsapparaten, och proteiner som är den viktigaste typen av strukturella molekyler i en cell och dessutom omfattar en stor mängd viktiga enzymer.

### PCR
Huvudartikel: PCR
PCR är en förkortning från engelskans polymerase chain reaction - kedjereaktion med hjälp av ett enzym, polymeras. PCR är troligen den enskilda teknik som mest snabbat på utvecklingen inom molekylärbiologin. Det är en snabb och oerhört mångsidig teknik som man med hjälp av kan kopiera upp DNA-sekvenser. I korthet kan man med PCR tillverka miljontals kopior av några få exemplar av sin gensekvens, genom en upprepad serie av temperaturförändringar där ett enzym för varje cykel upp till fördubblar mängden kopior av sekvensen. Man kan framställa en sekvens som är identisk med ursprungssekvensen, eller förändra den på önskat sätt. Man kan stoppa in sekvenser där restriktionsenzym kan klyva DNA-sekvensen, eller mutera sekvensen. PCR kan även användas för att söka efter en sekvens i ett cDNA-bibliotek.

### Att uttrycka gener

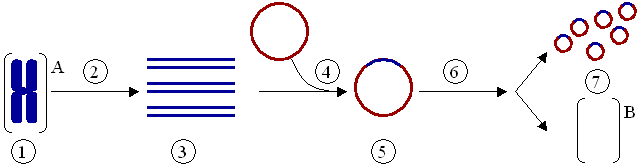
Att klona (mångfaldiga) en gen med hjälp av en plasmid.
1. Kromosomalt DNA från den organism man vill studera, organism A
2. Mångfaldigande av en gen med PCR
3. Stor mängd av genen från organism A
4. Genen infogas i en plasmid
5. Plasmiden med genen från organism A
6. Plasmiden förs in i organism B
7. Överst: genen tillverkas i många kopior av värdcellen. Nederst: värdcellen uttrycker protein med genen som mall

En av molekylärbiologins mest basala tekniker är att uttrycka gener, på engelska expression cloning. För att uttrycka genen stoppas DNA som kodar för det protein man är intresserad av in i en expressionsvektor, till exempel en plasmid. Man säger att man klonar in genen i vektorn. Expressionsvektorn är försedd med promotorelement som driver på produktionen av proteiner ifråga. Oftast har den också gener som kodar för antibiotikaresistens, för att man lätt ska kunna detektera var vektorn finns.
Vektorn kan föras in i bakterier eller djurceller. Plasmider kan föras in i bakterier via exempelvis elektroporering, där man använder en kortvarig elchock för att få cellernas membran att öppna sig och släppa in plasmiden. Detta kallas transformation. Att föra in DNA i eukaryota celler, såsom djurceller, kallas transfektion och kan ske med hjälp av exempelvis kalciumfosfatmetoden eller liposomtransfektion. Om DNA istället förs in i cellen med hjälp av ett virus eller en bakterie kallas det för transduktion.
När väl det DNA som kodar för den gen man vill studera finns inuti cellen kan den utgöra en mall för proteintillverkning - genen uttrycks. Det finns ett flertal olika system för att se till så cellen producerar höga mängder protein, som sedan kan utvinnas ur cellen. Detta protein kan sedan användas för många olika syften. Man kan studera dess funktion till exempel genom att undersöka dess enzymatiska aktivitet eller studera dess tredimensionella struktur. Läkemedelsindustrin kan använda tenkiken för att testa olika potentiella läkemedelsmolekylers effekter på proteinet.

### Immunohistokemi
Immunohistokemi är att använda antikroppar som binder den molekyl man är intresserad av, för att detektera den. Alla immunokemiska metoder är i sig behäftade med en viss osäkerhet, så det är svårt att vara säker på att antikroppen inte binder även till något annat än det man vill studera. Som komplement till andra metoder kan dock immunokemi ge viktig information. I regel används två antikroppar: en som binder till målmolekylen, och en annan som binder till den första antikroppen men också genererar en signal som kan detekteras. Immunokemi för att detektera ett protein på snitt av vävnad från människa eller djur kallas immunohistokemi. Immunohistokemi talar om ifall proteinet finns, och visar var någonstans i vävnaden. Genom att kombinera flera antikroppar som binder olika proteiner kan western blot även tala om vilken celltyp som uttrycker det protein man studerar, och vilka proteiner vars uttryck sammanfaller med forskarens primära målprotein.
Antikroppar för immunokemi tillverkas oftast genom att en liten mängd av det protein man vill studera injiceras i ett djur. Därigenom provoceras djurets immunförsvar att tillverka antikroppar mot det främmande proteinet, antigenet. Ofta används kanin eller mus för att framställa antikroppar, men även får och åsna är vanliga. Alternativa metoder för att framställa antikroppar utan att använda djur finns, men tillämpas ännu (2005) endast i mindre skala.
Antikroppar kan även användas för att rena proteiner, ofta proteiner som framställts artificiellt i bakterier eller djurceller.

### Gelelektrofores
Huvudartikel: Gelelektrofores

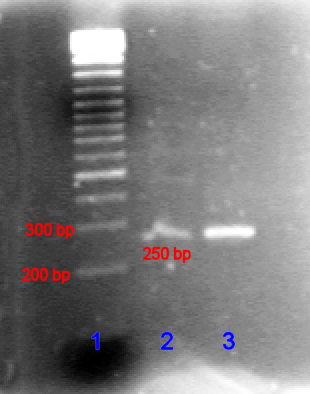
PCR-produkt körd på agarosgel. Längst till vänster (1) en storleksmarkör, en så kallad stege. Genom att ladda DNA av känd storlek på gelen, kan man bestämma storleken på DNA-fragmenten i provet. bp står för baspar. I mitten (2) provet, PCR-produkt. Till höger (3) samma DNA-fragment, i större mängd.

Gelelektrofores tillhör molekylärbiologins basala redskap. Tekniken används för att separera molekyler, primärt efter storlek. Man använder sig av ett elektriskt fält, och låter sitt prov vandra genom ett tunt skikt av en porös gel. Små molekyler kommer då att vandra snabbare än stora, och på så sätt separeras molekyler av olika storlek från varandra. För DNA används vanligen agarosgeler, medan proteiner separeras på en gel av polyakrylamid med en teknik som kallas SDS-PAGE. Proteiner kan även separeras med avseende på deras elektriska laddning, genom isoelektrisk fokusering.

### Blottningstekniker
De flesta blottningstekniker bygger på att man kan föra över DNA, RNA eller proteiner som separerats exempelvis efter storlek, från den gel som körts i gelelektrofores till ett tunt membran där målmolekylerna fastnar. När molekylerna väl fastnat på membranet kan de undersökas eller användas för olika ändamål. Blottningstekniker brukar generellt sett benämnas med det engelska namnet även på svenska.

#### Southern blot
Southern blot används för att fastställa molekylvikten och den relativa mängden av en viss DNA-sekvens. Tekniken har sitt namn efter Edwin Southern som utvecklade den. En southern blot består av flera steg. Ett DNA-prov körs på gelelektrofores, ofta efter att först ha fragmenterats (delats upp i mindre bitar) genom klyvning av restriktionsenzym. Sedan överförs DNA-bitarna till ett membran. Där får de binda, hybridisera, till en DNA-sekvens som man märkt in så att den går att detektera, en prob. Sedan man tvättat bort prob som inte bundit till DNA-sekvenserna på membranet detekterar man proben. Den bild som erhålls visar dels den eller de platser där proben bundit, och därigenom hur stor den bit DNA som proben bundit till är, och dels ger signalens styrka ett mått på den relativa förekomsten av DNA-sekvensen.

#### Northern blot
Northern blot utförs enligt samma principer som southern blot, men med RNA istället för DNA. Northern blot används för att undersöka mängden av en viss mRNA-molekyl, vilket motsvarar hur mycket genen uttrycks på RNA-nivå. Northern blot är en viktig teknik för att bestämma i hur hög grad en viss gen finns uttryckt i en viss vävnad. Under 2000-talet har dock northern blot fått konkurrens av kvantitativ direktanalyserad PCR, en PCR-baserad teknik med samma syfte.

#### Western blot

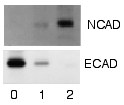
Western blot på proteiner från celler som genomgår differentiering. Prov tagna vid tre olika tidpunkter (0, 1, 2). Allteftersom cellerna differentierar minskar mängden E-cadherin, medan mängden N-cadherin ökar.

Western blot är blottningstekniken utförd på proteiner. Först körs en gelelektrofores, en SDS-PAGE, och proteinerna blottas över till ett membran. Sedan används antikroppar för att detektera proteinerna, och visa var på membranet det sitter vilket visar proteinets storlek.

## Några viktiga molekylärbiologer
- Francis Crick
- Rosalind Franklin
- François Jacob
- Kary Mullis
- Max Perutz
- Frederick Sanger
- Susumu Tonegawa
- Christiane Nüsslein-Volhard
- James Watson